# Ras al-Khayma
Ras al-Khayma (arabiska: رأس الخيمة, ”tältets topp”) är ett av de sju emiraten som utgör Förenade arabemiraten på Arabiska halvön. Huvudstad är Ras al-Khayma. Emiratet gränsar i norr till Oman,  till emiraten Umm al-Qaywayn och Sharja i söder samt till Fujayra i öster. Det har omkring 230 000 invånare på en yta om 1 700 km², huvudsakligen öken.
Huvudstaden med samma namn har cirka 113 000 invånare. Emiratet var fram till tidigt 1700-tal känt som Julfar. Det anslöt sig till Förenade arabemiraten 1972.

## Emirerav Ras al-Khayma
- Schejk Sultan ibn Saqr al-Qasimi, 1820-1866
- Schejk Ibrahim ibn Sultan al-Qasimi, 1866-1867
- Schejk Khalid ibn Sultan al-Qasimi, 1867-1868
- Schejk Salim ibn Sultan al-Qasimi, 1868-1869
- Schejk Humayd ibn Abdullah al-Qasimi, 1869-1900
- Schejk Sultan ibn Salim al-Qasimi, 1921-1948
- Schejk Saqr ibn Muhammad al-Qasimi, 1948-2010
- Schejk Saud bin Saqr al Qasimi, nuvarande

## Transport
Flygplatser:
- Ras al-Khaymas internationella flygplats

Motorvägar:
- E11 (UAE)
- E311 (UAE)
- E611 (UAE)